# Europees kampioenschap voetbal 2012 (halve finale) Duitsland - Italië
Dit artikel gaat over de tweede wedstrijd in de halve finales tussen Duitsland en Italië die gespeeld werd op 28 juni 2012 tijdens het Europees kampioenschap voetbal 2012.
Het was de dertigste wedstrijd van het toernooi en werd gespeeld in het Nationaal Stadion in Warschau. De winnaar treft op 1 juli in de finale Spanje.

## Voorafgaand aan de wedstrijd
- Op 6 juni 2012 stond Duitsland op de 3e en Italië op de 12e plaats van de FIFA-wereldranglijst.[1]
- De landen troffen elkaar tot op heden 31 keer. De laatste keer, een vriendschappelijke wedstrijd op 9 februari 2011 in Dortmund, eindigde in een 1-1 gelijkspel door treffers van Miroslav Klose en Giuseppe Rossi.[2]
- In de onderlinge ontmoetingen trokken de Italianen veertien keer aan het langste eind, terwijl de Duitsers acht keer wisten te winnen. Negen keer eindigde de wedstrijd onbeslist.
- Zes jaar geleden stonden beide teams ook al tegenover elkaar in de halve finale van een groot eindtoernooi, toen het wereldkampioenschap. Italië wist de wedstrijd met 0-2 te winnen, na doelpunten in de 119e en 121e minuut van de verlenging.
- Italië is een van de drie landen (naast Engeland en Brazilië) die in meer dan 10 onderlinge wedstrijden een positief doelsaldo hebben tegen Duitsland.
- De Duitsers behaalde de halve finale door in de kwartfinales Griekenland te verslaan. De Duitse doelpunten kwamen van Philipp Lahm, Sami Khedira, Miroslav Klose en Marco Reus. De Italianen behaalde de halve finale door in de kwartfinales Engeland te verslaan. Alessandro Diamanti schoot de beslissende strafschop voor de Italianen binnen.
- Tot de halve finale wisten de Duitsers negen keer te scoren en kregen ze vier doelpunten tegen. Italië scoorde tot dusverre viermaal en kreeg er twee tegen.
- Allebei de elftallen zullen met een volledig fitte selectie aan de start van de halve finale verschijnen.
- In verband met het sneuvelen van een Carabinieri in Afghanistan drie dagen eerder speelden de Italianen met rouwbanden.

## Wedstrijdgegevens

De basisopstellingen van beide landen

| Datum                | 28 juni 2012                   | 28 juni 2012                   |
| Wedstrijdnummer      | 30                             | 30                             |
| Stadion              | Nationaal Stadion, Warschau    | Nationaal Stadion, Warschau    |
| Toeschouwers         | 55.540                         | 55.540                         |
| Scheidsrechter       | Stéphane Lannoy                | Stéphane Lannoy                |
| Assistenten          | Michaël Annonier Frédéric Cano | Michaël Annonier Frédéric Cano |
| Extra assistenten    | Ruddy Buquet Fredy Fautrel     | Ruddy Buquet Fredy Fautrel     |
| Vierde man           | Howard Webb                    | Howard Webb                    |
| Man van de wedstrijd | Mario Balotelli                | Mario Balotelli                |
|                      | Duitsland                      | Italië                         |
| Doelpunten           | 1                              | 2                              |
| Gele kaarten         | 1                              | 4                              |
| Rode kaarten         | 0                              | 0                              |
| Wissels              | 3                              | 3                              |
| Schoten op doel      | 8                              | 5                              |
| Schoten naast doel   | 7                              | 5                              |
| Overtredingen        | 13                             | 19                             |
| Hoekschoppen         | 14                             | 0                              |
| Buitenspel           | 0                              | 2                              |
| Balbezit (%)         | 54                             | 46                             |

| Duitsland | 1 – 2           | Italië |
| Mesut Özil 90+2' (pen.) | goals (assists) | 20' Mario Balotelli (Antonio Cassano) 36' Mario Balotelli (Riccardo Montolivo) |
| Joachim Löw | bondscoach      | Cesare Prandelli |
| Manuel Neuer Jérôme Boateng 71' Mats Hummels Holger Badstuber Philipp Lahm Toni Kroos Sami Khedira Bastian Schweinsteiger Mesut Özil Lukas Podolski 46' Mario Gómez 46' | opstellingen    | Gianluigi Buffon Giorgio Chiellini Federico Balzaretti Claudio Marchisio Andrea Barzagli Daniele De Rossi 64' Riccardo Montolivo Leonardo Bonucci Andrea Pirlo 70' Mario Balotelli 58' Antonio Cassano |
| Marco Reus 46' Miroslav Klose 46' Thomas Müller 71' | wissels         | 58' Alessandro Diamanti 64' Thiago Motta 70' Antonio Di Natale |
| Mats Hummels 90+4' | gele kaarten    | 37' Mario Balotelli 61' Leonardo Bonucci 84' Daniele De Rossi 89' Thiago Motta |
| | rode kaarten    | |

## Wedstrijden
| Groepswedstrijden | | | |
| Groep A | Groep B | Groep C                                                                                               | Groep D |
| Polen - Griekenland Rusland - Tsjechië Griekenland - Tsjechië Polen - Rusland Tsjechië - Polen Griekenland - Rusland | Nederland - Denemarken Duitsland - Portugal Denemarken - Portugal Nederland - Duitsland Portugal - Nederland Denemarken - Duitsland | Spanje - Italië Ierland - Kroatië Italië - Kroatië Spanje - Ierland Kroatië - Spanje Italië - Ierland | Frankrijk - Engeland Oekraïne - Zweden Oekraïne - Frankrijk Zweden - Engeland Engeland - Oekraïne Zweden - Frankrijk |
| Kwartfinales | | | |
| Tsjechië - Portugal                                                                                                  | Duitsland - Griekenland | Spanje - Frankrijk                                                                                    | Engeland - Italië |
| Halve finales | | | |
| ‎Portugal - Spanje | ‎Portugal - Spanje | Duitsland - Italië                                                                                    | Duitsland - Italië                                                                                                   |
| Finale | | | |
| Spanje - Italië | | | |